# Islas e Islotes del Litoral Mediterráneo

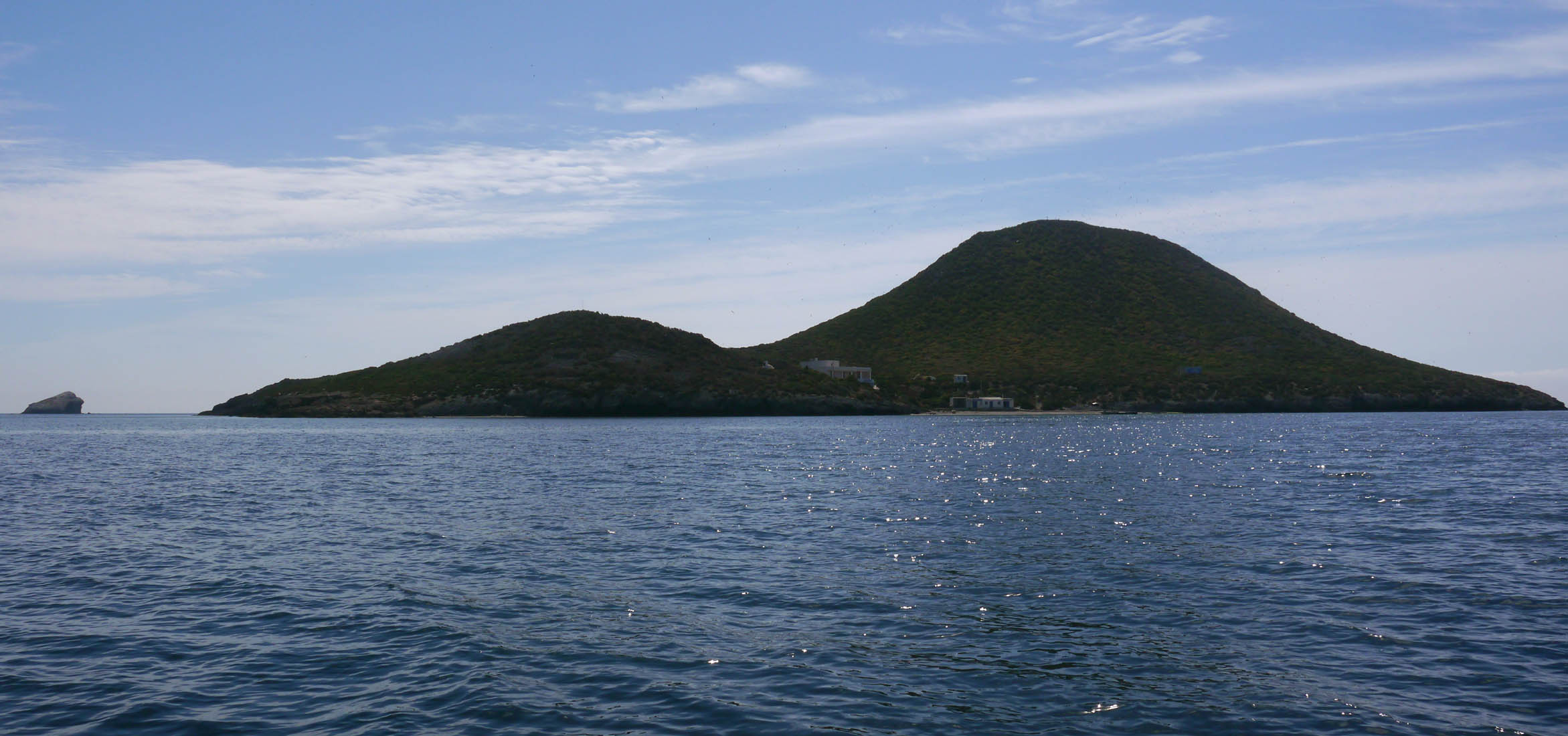
La Isla Grosa (San Javier) es un cono volcánico extinguido de enorme valor natural.

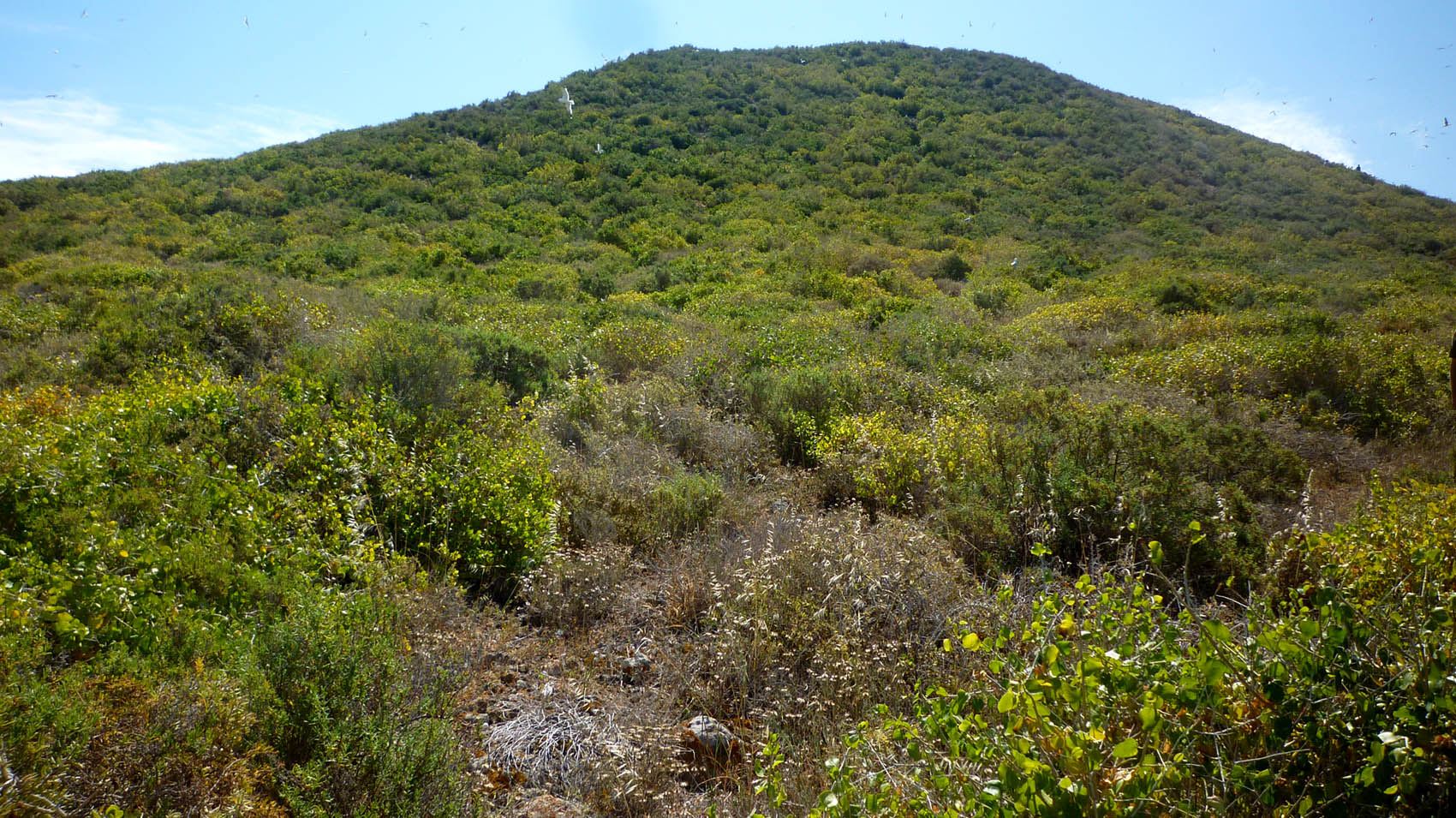
Vegetación de Isla Grosa

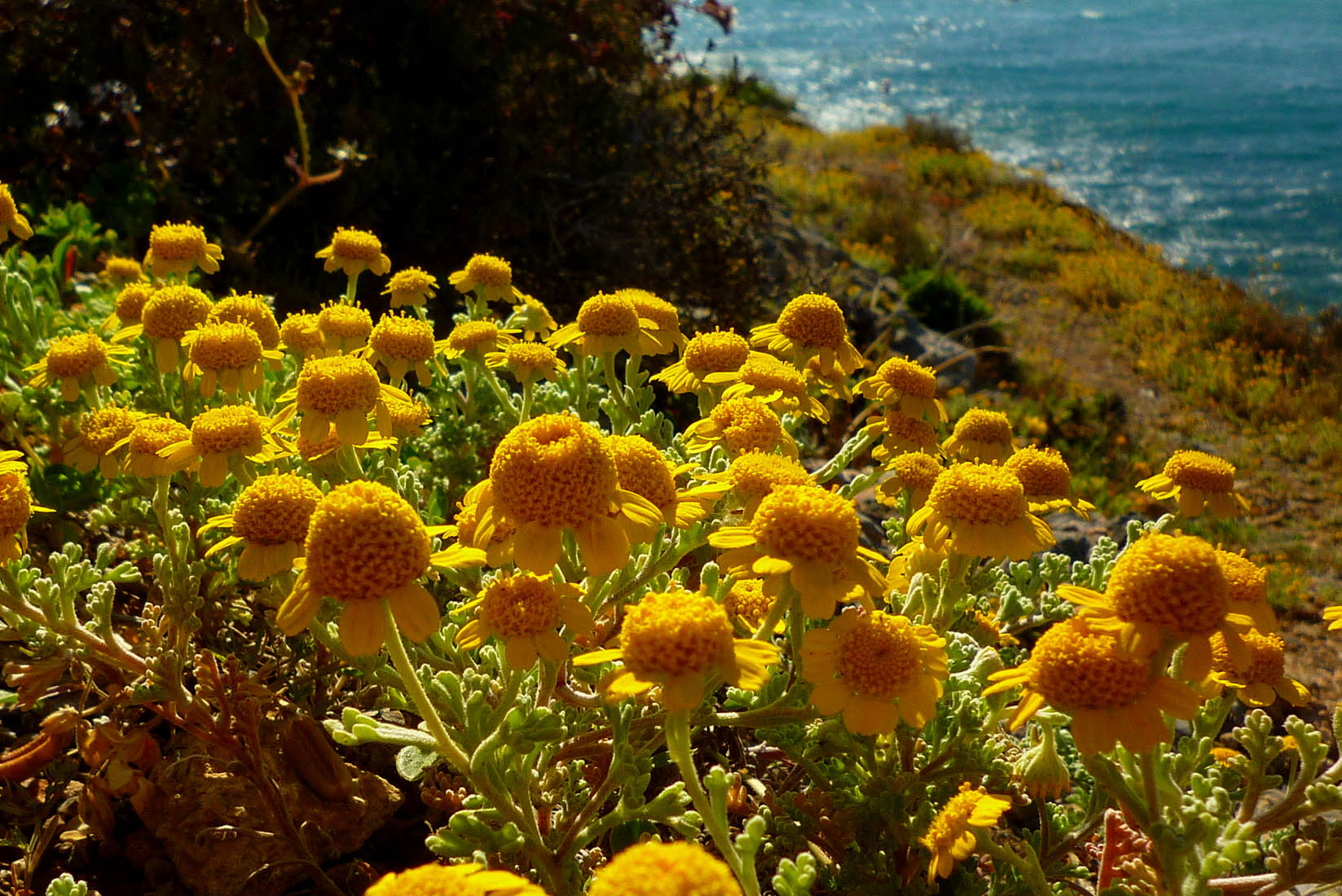
manzanilla de Escombreras (Anthemis chrysantha), endemismo en peligro crítico de extinción.

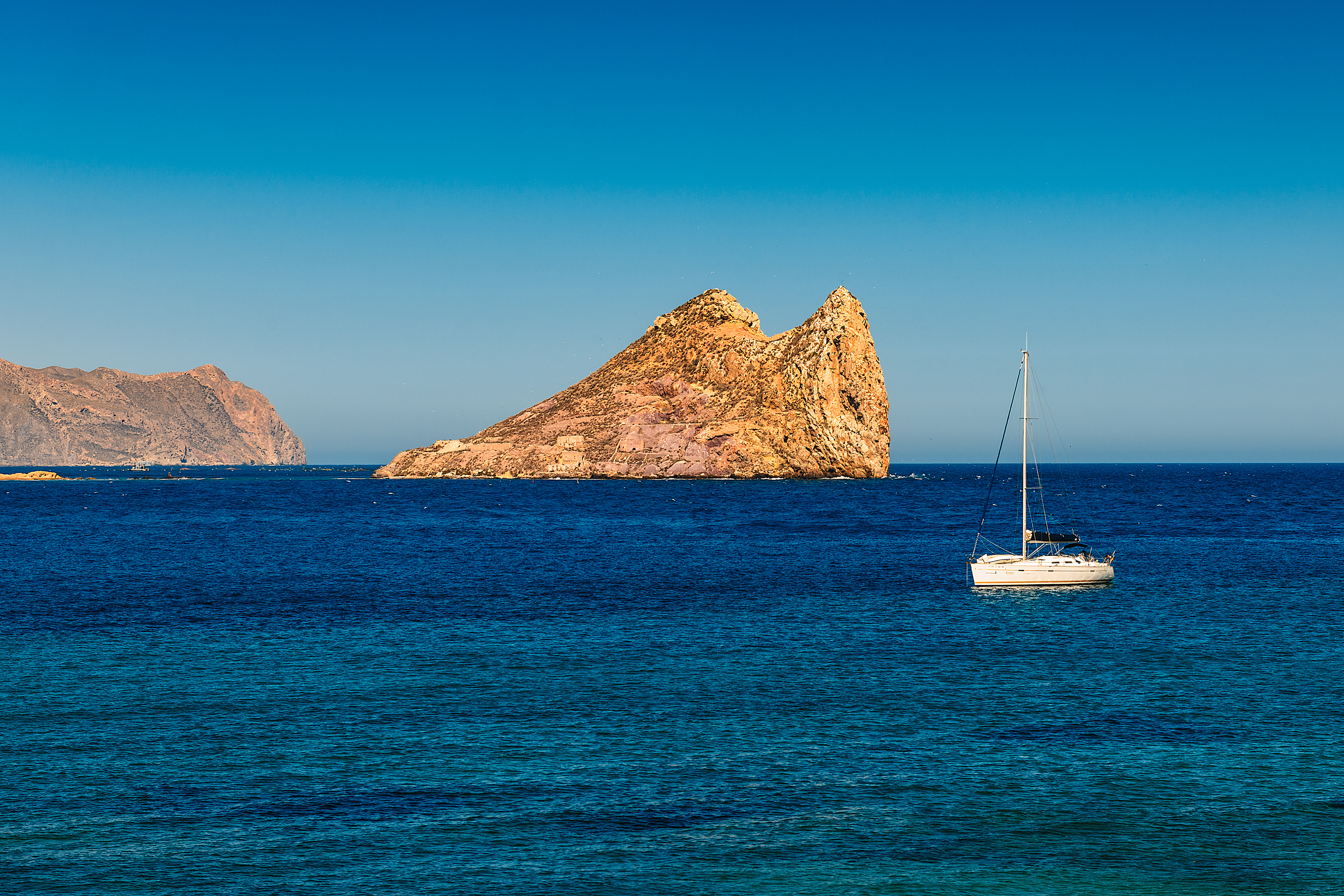
- isla del Fraile en el municipio de Águilas.

Las Islas e Islotes del Litoral Mediterráneo son una serie de espacios protegidos en el litoral mediterráneo de la Región de Murcia, en el sureste de España.
Está formado por 18 islas, la mayoría de reducidas dimensiones, situadas a lo largo de todo la costa de la Región de Murcia.
Las más importantes son: 
- La Isla Grosa con el islote del Farallón, la más grande de todas. Tiene origen volcánico y se sitúa frente a La Manga del Mar Menor, en el municipio de San Javier.
- Las Islas Hormigas, frente al Cabo de Palos, en el municipio de Cartagena.
- El islote de Escombreras, frente al Puerto de Cartagena.
- La Isla de las Palomas frente al Monte Roldán en Cartagena.
- isla Plana, también en Cartagena.
- La isla de Cueva Lobos en el municipio de Mazarrón.
- Isla de Mazarrón.
- isla del Fraile en el municipio de Águilas.

## Valores naturales

### Flora
Se trata de ecosistemas terrestres autóctonos muy singulares que se han conservado bastante bien gracias a su aislamiento, y, en algunos casos, a su uso militar. Conservan comunidades singulares de especies iberoafricanas, como el oroval (Withania frutescens), el cornical (Periploca angustifolia), el chumberillo (Caralluma europaea), el arto (Maytenus senegalensis), el taray (Tamarix boveanaenegalensis), que crecen junto a palmitos (Chamaerops humilis) y cambrones (Lycium intricatum) y algunas especies endémicas en peligro crítico de extinción como la manzanilla de Escombreras (Anthemis chrysantha).

### Fauna
En cuanto a la fauna destacan especialmente las colonias de aves marinas entre las que se encuentran el Paiño europeo en las islas Hormigas, la Cueva de lobos y la isla de las Palomas, donde también se puede encontrar a la pardela cenicienta (Calonectris diomedea), el  cormorán moñudo (Phalacrocorax aristotelis) y la Gaviota de Audouin en la isla Grosa. Existen poblaciones también de Paloma bravía y vencejos de los acantilados en la Isla de Mazarrón y de cormorán grande (Phalacrocorax carbo) en la Isla de Cueva de Lobos.

### Protección legal
Todas las islas están protegidas con la categoría de parque natural por la legislación de la Región de Murcia.
Dentro de la Red Natura 2000, todas las islas están declaradas como lugar de importancia comunitaria (LIC) y además algunas son zonas de protección ZEPA.
Como sus espacios marinos sufrieron de la sobrepesca y necesitaban recuperarse se creó en 1995 la reserva marina de Cabo de Palos e Islas Hormigas. Esta protección ha mostrado su eficacia ya que se puede realizar buceo y actividades educativas, pero no pesca submarina ni otras actuaciones similares.

### Proyecto LIFEConservación de Larus Audouinii en España. Isla Grosa (Murcia)
La asociación ecologista ANSE junto con la Conserjería de Medio Ambiente de Murcia, participaron en el proyecto LIFE Conservación de Larus Audouinii en España. Isla Grosa (Murcia) (2004-2007) cuyo objetivo era reforzar la población de Gaviota de Audouin (Larus audouinii) en la isla y garantizar su conservación. En esta isla se encuentra la tercera colonia más grande del mundo de esta gaviota, catalogada como globalmente amenazada (SPEC1) por el Species of European Conservation Concern, y es por lo tanto, de conservación prioritaria en Europa.